# Talihina Sky
Talihina Sky: The Story of Kings of Leon é um documentário da história da banda de Indie Rock Kings of Leon, lançado em 2011. Mostrando a trajetória da banda, até a fama. O filme foi nomeado após a faixa escondida em seu álbum Youth and Young Manhood, que também se chama Talihina Sky.
O documentario foi mostrado no Festival de TriBeCa de 2011.

## Elenco
Kings of Leon
- Caleb Followill - como Ele Mesmo
- Jared Followill - como Ele Mesmo
- Matthew Followill - como Ele Mesmo
- Nathan Followill - como Ele Mesmo

## Lançamento
O filme estreou na Irlanda, em 25 de junho de 2011, e teve a sua estreia na televisão dos EUA em 21 de agosto de 2011. Em setembro de 2011, o filme foi exibido no Festival Internacional de Cinema de Helsínquia, na Finlândia e Athens International Film Festival, na Grécia, e em outubro de 2011, exibido em Flandres Festival Internacional de Cinema de Ghent, na Bélgica.

## Recepção
Em 2011, foi nomeado para o Grammy Award na categoria de Best Long Form Music Video

## Ligações Externas
- Talihina Sky: The Story of Kings of Leon no Internet Movie Database
- «Sítio oficial»